# East Bronson
East Bronson ist ein census-designated place (CDP) im Levy County im US-Bundesstaat Florida. Das U.S. Census Bureau hat bei der Volkszählung 2020 eine Einwohnerzahl von 2.025 ermittelt. 

## Geographie
East Bronson grenzt im Westen direkt an die Stadt Bronson und liegt etwa 130 km südwestlich von Jacksonville. Der CDP wird vom U.S. Highway 27 Alternate (SR 500) sowie der Florida State Road 24 tangiert.

## Demographische Daten
Laut der Volkszählung 2010 verteilten sich die damaligen 1945 Einwohner auf 935 Haushalte. Die Bevölkerungsdichte lag bei 65,7 Einw./km². 86,6 % der Bevölkerung bezeichneten sich als Weiße, 5,6 % als Afroamerikaner, 0,3 % als Indianer und 0,3 % als Asian Americans. 4,3 % gaben die Angehörigkeit zu einer anderen Ethnie und 2,9 % zu mehreren Ethnien an. 13,8 % der Bevölkerung bestand aus Hispanics oder Latinos.
Im Jahr 2010 lebten in 33,7 % aller Haushalte Kinder unter 18 Jahren sowie 28,9 % aller Haushalte Personen mit mindestens 65 Jahren. 71,7 % der Haushalte waren Familienhaushalte (bestehend aus verheirateten Paaren mit oder ohne Nachkommen bzw. einem Elternteil mit Nachkomme). Die durchschnittliche Größe eines Haushalts lag bei 2,68 Personen und die durchschnittliche Familiengröße bei 3,04 Personen.
26,2 % der Bevölkerung waren jünger als 20 Jahre, 23,9 % waren 20 bis 39 Jahre alt, 28,6 % waren 40 bis 59 Jahre alt und 21,4 % waren mindestens 60 Jahre alt. Das mittlere Alter betrug 40 Jahre. 49,3 % der Bevölkerung waren männlich und 50,7 % weiblich.
Das durchschnittliche Jahreseinkommen lag bei 28.242 $, dabei lebten 24,2 % der Bevölkerung unter der Armutsgrenze.
Im Jahr 2000 war Englisch die Muttersprache von 96,94 % der Bevölkerung und spanisch sprachen 3,06 %.